# Svarttjärnet (Svanskogs socken, Värmland)
Svarttjärnet är en sjö i Säffle kommun i Värmland och ingår i Göta älvs huvudavrinningsområde.